# Nemoscolus affinis
Nemoscolus affinis là một loài nhện trong họ Araneidae.
Loài này thuộc chi Nemoscolus. Nemoscolus affinis được Roger de Lessert miêu tả năm 1933.